# Joan Altisent i Ceardi
Joan Altisent i Ceardi (* 8. Februar 1891 in Barcelona; † 25. Juni 1971 ebenda) war ein katalanischer Komponist, Organist und Musikpädagoge.

## Leben und Werk
Joan Altisent studierte Musik am Städtischen Konservatorium von Barcelona bei Agustí Oriol und am Liceu-Konservatorium.
Er dirigierte seit 1928 den Orfeó Barcelonès und war demgemäß besonders mit dem Orchester- und Instrumentalgenre vertraut. Er war Präsident der Gesellschaft des Conservatori del Liceu („Junta del Conservatori del Liceu“). Er rief 1955 den Premi Joan Altisent („Joan Altisent Musikpreis“) ins Leben. Er stieß Ende der 1950er Jahre den Bau des privaten Konzertgebäudes Auditori Joan Altisent an, wo er selbst viele Konzerte gab. 1962 installierte er in diesem Saal eine Orgel. Er belebte mit den beiden letztgenannten Aktionen das Barceloneser Konzertleben in den 1950er Jahren.
Als Komponist beschritt Joan Altisent traditionelle Wege. Ästhetisch war er der Musik des 19. Jahrhunderts verbunden. Er interessierte sich auch für die Musik der Renaissance. Trotz dieser musikalischen Spezialisierung auf orchestrale Musik brachte er 1959 die Oper Amunt! (auf ein Libretto von Jaume Picas) und 1962 das Ballett Gavines („Möwen“) am Gran Teatre del Liceu zur Uraufführung. Er schuf einige Chorkompositionen wie das Poema de la Resurrecció („Gedicht der Auferstehung“). Im Bereich der Orchestermusik müssen folgende Werke genannt werden: Konzert für Oboe und Orchester (1953), das Doppelkonzert für Flöte, Klarinette und Orchester (1954), das Konzert für Harfe und Orchester (1962) und das Konzert für Horn und Orchester (1962). Bemerkenswert sind auch die Lieder für Solisten und Orchester, unter denen die katalanischen Lieder (1936) und die kastilischen Lieder (1951) besonders hervorstechen.
Joan Altisent schrieb auch Sardanas und andere Stücke für Cobla.
Joan Altisent starb am 25. Juni 1971 in Barcelona. Sein Sohn Antoni Altisent und zwei seiner Enkel, Joan Albert Amargós i Altisent und Feliu Gasull i Altisent wirkten bzw. wirken ebenfalls als Komponisten.